# Brigitte Brockmöller
Brigitte Brockmöller (* 1953 in Schnega) ist eine deutsche Politikerin der SPD und ehemaliges Mitglied der Hamburgischen Bürgerschaft.

## Leben und Politik
Brigitte Brockmöller studierte nach ihrem Abitur im Jahr 1972, welches sie an einem Neusprachlichen Gymnasium ablegte, Wirtschafts- und Sozialwissenschaften an der Universität Göttingen. Sie beendete das Studium 1978 als Diplom-Sozialwirtin. Sie arbeitet als Wissenschaftliche Angestellte bei der (inzwischen umbenannten) Behörde für Arbeit, Gesundheit und Soziales.
Sie war von 1990 bis 1997 Vorsitzende des SPD-Distriktes Stellingen. Mitglied der Hamburgischen Bürgerschaft war sie von 1997 bis 2001 (16. Wahlperiode) für die SPD. Brockmöller zog über die Landesliste in das Parlament ein. In dieser Zeit war sie für ihre Fraktion Mitglied im Wirtschafts- und im Stadtentwicklungsausschuss.
Von 1997 bis 2010 war sie als von der Bürgerschaft gewählte Vertreterin Mitglied der Kommission für Bodenordnung der Stadt Hamburg. Dort fungierte sie zuletzt auch als Sprecherin der SPD-Fraktion in der Kommission.